# Skyang Kangri
El Skyang Kangri (en urdu: سکیانگ کنگری‎), o Pico Staircase, es un pico alto de la Baltoro Muztagh, subcordillera del Karakórum. Está ubicada en la frontera de Pakistán con China, a unos 7 km al noreste del K2, la segunda montaña más alta del mundo. El nombre Pico Staircase (lit. Pico Escalera) se refiere a la arista Este, que asemeja una escalera gigante con cinco escalones.

## Geología
Como se puede determinar a partir de exposiciones reducidas, la cima, y las laderas Norte y Noreste del Skyang Kangri consisten predominantemente en roca caliza de la formación Shaksgam, que están cubiertas en gran parte por hielo. Más hacia el sur y oeste, se producen exposiciones de roca gneis del K2, entre él y el glaciar Skyang Luungpa, donde el gneis del K2 está en contacto de fallas con altos pliegues y estratos fallados de las formaciones Shaksgam y Baltoro. La parte baja del flanco sudeste del Skyang Kangi consiste en una franja de pizarra negra de la formación Baltoro, que subyace a la formación Shaksgam, y está en una falla en contacto con el cuerpo principal del gneis del K2 y que comprende a este último.
La formación Shaksgam consiste en calizas de plataforma masivas poco profundas, de color café grisáceo. Estas calizas contienen intercaladas de manera ocasional arenisca intercalada de color café y amarillenta y marga de color claro. Están débilmente metamorfoseadas y tienen una alta concentración de fósiles. Contienen en abundancia fósiles del Pérmico, tales como braquiópodos (Productus sp.), lamelibranquios, briozoos, corales, crinoideos y foraminíferos (Parafusulina sp.). El grueso de la formación Shaksgam no es inferior a 1000 m.
La formación Baltoro consiste en delgadas camas planas de shale negro con foliación, a menudo clasificándose en pizarras negras. Estas pizarras están altamente divididas y metamorfoseadas tan alto como facies bajas de esquisto verde. Intercaladas con las pizarras se encuentran camas delgadas de caliza de tono oscuro y arenisca. Estos estratos no son fosilíferos y presumiblemente basados en su posición estratigráfica, datan del periodo Carbonífero. Las pizarras de la formación Baltoro forman parte de una gruesa sucesión de shales negros bien divididos y pizarras que están expuestas a lo largo de casi toda la longitud del Karakórum. Estos shales negros y pizarras incluyen los shales Singhie, y las pizarras Sarpo Laggo y Pasu.

## Historial de escalada
El primer intento por escalar el Skyang Kangri fue por parte del equipo de Luis Amadeo de Saboya, duque de los Abruzos, en 1909, durante una expedición al K2. Intentaron llegar a la arista Este, al igual que un intento fallido posterior en 1975 por parte de una expedición japonesa, en la que un escalador falleció y otro tuvo que ser rescatado en helicóptero. El primer ascenso exitoso fue hecho el 11 de agosto de 1976 por una expedición japonesa, por la vía de la arista Este, sin mayores incidentes.
En 1980, los escaladores estadounidenses Jeff Lowe, y Michael Kennedy intentaron escalar por la cara Oeste del Skyan Kangri, pero apenas alcanzaron los 7070 metros. De acuerdo al Himalayan Index, no ha habido intentos subsecuentes para escalar la montaña.